# Chirac (Charente)
Chirac (en francès Chirac) és un municipi francès situat al departament del Charente i a la regió de la Nova Aquitània. L'any 2007 tenia 690 habitants.

## Demografia

### Població
El 2007 la població de fet de Chirac era de 690 persones. Hi havia 291 famílies de les quals 74 eren unipersonals (31 homes vivint sols i 43 dones vivint soles), 110 parelles sense fills, 87 parelles amb fills i 20 famílies monoparentals amb fills.
La població ha evolucionat segons el següent gràfic:
Habitants censats

### Habitatges
El 2007 hi havia 372 habitatges, 298 eren l'habitatge principal de la família, 52 eren segones residències i 22 estaven desocupats. 353 eren cases i 14 eren apartaments. Dels 298 habitatges principals, 260 estaven ocupats pels seus propietaris, 31 estaven llogats i ocupats pels llogaters i 7 estaven cedits a títol gratuït; 5 tenien una cambra, 10 en tenien dues, 49 en tenien tres, 102 en tenien quatre i 132 en tenien cinc o més. 261 habitatges disposaven pel capbaix d'una plaça de pàrquing. A 133 habitatges hi havia un automòbil i a 137 n'hi havia dos o més.

### Piràmide de població
La piràmide de població per edats i sexe el 2009 era:
| Homes | Edats   | Dones |
| ----- | ------- | ----- |
| 0     | 95 o +  | 0     |
| 4     | 90 a 94 | 4     |
| 4     | 85 a 89 | 12    |
| 12    | 80 a 84 | 0     |
| 28    | 75 a 79 | 12    |
| 16    | 70 a 74 | 36    |
| 20    | 65 a 69 | 20    |
| 24    | 60 a 64 | 28    |
| 4     | 55 a 59 | 12    |
| 24    | 50 a 54 | 16    |
| 52    | 45 a 49 | 28    |
| 24    | 40 a 44 | 44    |
| 20    | 35 a 39 | 12    |
| 28    | 30 a 34 | 32    |
| 0     | 25 a 29 | 12    |
| 16    | 20 a 24 | 4     |
| 28    | 15 a 19 | 20    |
| 28    | 10 a 14 | 20    |
| 12    | 5 a 9   | 36    |
| 4     | 0 a 4   | 16    |

## Economia
El 2007 la població en edat de treballar era de 437 persones, 292 eren actives i 145 eren inactives. De les 292 persones actives 280 estaven ocupades (152 homes i 128 dones) i 12 estaven aturades (5 homes i 7 dones). De les 145 persones inactives 49 estaven jubilades, 32 estaven estudiant i 64 estaven classificades com a «altres inactius».

### Ingressos
El 2009 a Chirac hi havia 302 unitats fiscals que integraven 701 persones, la mediana anual d'ingressos fiscals per persona era de 17.047 €.

### Activitats econòmiques
Dels 20 establiments que hi havia el 2007, 9 eren d'empreses de construcció, 5 d'empreses de comerç i reparació d'automòbils, 1 d'una empresa financera, 4 d'empreses de serveis i 1 d'una empresa classificada com a «altres activitats de serveis».
Dels 12 establiments de servei als particulars que hi havia el 2009, 1 era un taller de reparació d'automòbils i de material agrícola, 3 paletes, 1 guixaire pintor, 2 fusteries, 1 lampisteria, 3 electricistes i 1 perruqueria.
L'any 2000 a Chirac hi havia 49 explotacions agrícoles que ocupaven un total de 1.728 hectàrees.

## Equipaments sanitaris i escolars
El 2009 hi havia una escola elemental.

## Poblacions més properes
El següent diagrama mostra les poblacions més properes.